# Wybory do Zgromadzenia Narodowego Republiki Konga w 2022 roku
Wybory do Zgromadzenia Narodowego Republiki Konga w 2022 roku – zarządzone na 10 lipca 2022 (pierwsza tura) i 31 lipca 2022 (druga tura) roku wybory do Zgromadzenia Narodowego w Kongu.

## Tło
W poprzednich wyborach parlamentarnych w 2017 roku partia Denisa Sassou-Nguesso, Kongijska Partia Pracy, zdobyła większość mandatów. 31 stycznia 2022 roku Rząd Konga zatwierdził termin wyborów, wyznaczając je na 10 lipca 2022 (pierwsza tura) i 31 lipca 2022 (druga tura). Jednocześnie ustalono także termin konsultacji społecznych dotyczących organizacji wyborów, które odbyły się w dniach 3–6 marca tego samego roku w Owando.

## System elekcyjny
Zgromadzenie Narodowe składa się ze 151 deputowanych. Wybierani są na pięcioletnią kadencję, w dwóch turach, w 151 jednomandatowych okręgach wyborczych.

### Bierne prawo wyborcze
Bierne prawo wyborcze otrzymują osoby, które:
- mają co najmniej 25 lat,
- są obywatelami kongijskimi,
- posiadają wszystkie prawa obywatelskie i polityczne,
- zamieszkują na terenie okręgu, z którego zgłosiły chęć kandydowania

## Wyniki
| Partia | Miejsca |
| --- | ------- |
| Kongijska Partia Pracy (Parti Congolais du Travail, PCT)                                                                               | 112     |
| Panafrykański Związek na rzecz Demokracji Społecznej (Union Panafricaine pour la Démocratie Sociale, UPADS)                            | 7       |
| Związek Demokratów i Humanistów (Union des démocrates et humanistes-Yuki, UDH–Yuki)                                                    | 7       |
| Ruch Działań Odnowy (Mouvement Action Renouveau, MAR)                                                                                  | 4       |
| Liberalna Partia Republikańska (Parti républicain libéral, PRL)                                                                        | 2       |
| Zgromadzenie na rzecz Demokracji i Postępu Społecznego (Rassemblement pour la démocratie et le progrès social, RDPS)                   | 2       |
| Club 2002 – Parti pour l'unité et la République (PUR)                                                                                  | 2       |
| Dynamique pour la République et le Développement (DRD)                                                                                 | 2       |
| La Chaîne | 1       |
| Mouvement pour l'unité, la solidarité et le travail (MUST)                                                                             | 1       |
| Club Perspectives et Réalités (CPR) | 1       |
| Zgromadzenie obywateli (Rassemblement des Citoyens, RC)                                                                                | 1       |
| Action permanente pour le Congo (APC)                                                                                                  | 1       |
| Mouvement pour la démocratie et le progrès (MDP)                                                                                       | 1       |
| Związek na rzecz Odbudowy i Rozwoju Konga (Union pour la reconstruction et le développement du Congo, URDC)                            | 1       |
| Kongijski ruch na rzecz Demokracji i Rozwoju Integralnego (Mouvement congolais pour la démocratie et le développement intégral, MCDDI) | 1       |
| Patriotic Union for Democracy and Progress (UPDP)                                                                                      | 1       |
| Niezależni | 4       |
| Razem | 151     |